# Pierre Boutron
Pour les articles homonymes, voir Boutron.
Pierre Boutron est un acteur, metteur en scène et réalisateur français, né le 11 novembre 1947 à Lisbonne, Portugal.

## Biographie
Pierre Boutron est un réalisateur de télévision. On lui doit notamment Des enfants dans les arbres ou Les faux-fuyants. Il a réalisé sa version de L'Affaire Dominici, avec Michel Serrault, et de Désiré Landru, interprété par Patrick Timsit. Succès toujours pour son adaptation de Vercors Le Silence de la mer. En 2006, il s'attaque au film politique pour Canal+ avec Le Rainbow Warrior. Au cinéma, on lui doit seulement quatre films, dont Les Années sandwiches en 1988.
Il fut marié pendant 32 ans à Monique Juglard, décédée à la suite d'un accident de voiture survenu le 30 juillet 2018 près de Marseille.

## Théâtre

### Metteur en scène
- 1975 : Le Portrait de Dorian Gray d'Oscar Wilde, Théâtre des Célestins
- 1977 : Le Portrait de Dorian Gray d'Oscar Wilde, Théâtre Daunou
- 1978 : Le Jour et la nuit d'Élie Pressmann, Théâtre de l'Odéon
- 1978 : Nous ne connaissons pas la même personne de François-Marie Banier, Théâtre Édouard VII
- 1982 : L'Avantage d'être Constant d'Oscar Wilde, Théâtre des Mathurins
- 1984 : Léocadia de Jean Anouilh, Comédie des Champs-Élysées
- 1986 : Le Nègre de Didier van Cauwelaert, Théâtre des Bouffes-Parisiens
- 1986 : La Villa bleue de Jean-Claude Brisville, Espace Cardin
- 1987 : Le Malade imaginaire de Molière, Théâtre de l'Atelier
- 1994 : La Ville dont le prince est un enfant d'Henry de Montherlant, Théâtre Hébertot

### Comédien
- 1972 : Clérambard de Marcel Aymé, mise en scène Jean-Paul Cisife
- 1974 : Ainsi parlait Zarathoustra de Friedrich Nietzsche, mise en scène Jean-Louis Barrault, théâtre d'Orsay
- 1975 : Christophe Colomb de Paul Claudel, mise en scène Jean-Louis Barrault, théâtre d'Orsay

## Filmographie

### Cinéma
- 1977 : Le Portrait de Dorian Gray
- 1988 : Les Années sandwiches
- 1995 : Fiesta
- 1996 : Messieurs les enfants

### Télévision

#### Téléfilms
- 1982 : L'Accompagnateur
- 1984 : L'Aide-mémoire
- 1984 : Christmas Carol
- 1986 : Les Étonnements d'un couple moderne
- 1986 : Une femme innocente
- 1991 : Léon Morin, prêtre
- 1991 : La Dame de Berlin
- 1993 : Des voix dans le jardin
- 1994 : Rapt à crédit
- 1994 : Des enfants dans les arbres
- 1999 : Le Cocu magnifique
- 2000 : Les faux-fuyants
- 2000 : Anibal
- 2002 : Mademoiselle Else
- 2003 : L'Affaire Dominici
- 2004 : La Cliente
- 2004 : Le Voyageur sans bagage
- 2004 : Le Silence de la mer
- 2005 : Désiré Landru
- 2006 : Le Rainbow Warrior
- 2006 : Monsieur Léon
- 2008 : Braquage en famille
- 2009 : La Reine morte
- 2010 : Double Enquête
- 2010 : Vivace
- 2012 : L'Innocent

#### Séries télévisées
- 1979 : Mon ami Gaylord de Pierre Goutas : Henri, 6 épisodes
- 1990 : S.O.S. disparus : 3 épisodes
- 1995-2002 : Florence Larrieu, le juge est une femme : 13 épisodes

## Récompenses et distinctions
- 7 d'or du meilleur téléfilm en 1987 pour Les Étonnements d'un couple moderne.
- Prix SACD de la télévision en 2002.
- Trophée duo TV lors des Trophées du Film français 2004 pour Le Silence de la mer.